# Vingt regards sur l'Enfant-Jésus
Vingt regards sur l'Enfant-Jésus (Veinte miradas sobre el Niño Jesús) es una colección de piezas para piano escritas por el compositor francés Olivier Messiaen. Está considerada una de las obras más importantes del repertorio pianístico contemporáneo. Compuesta durante la guerra, fue dedicada a la pianista Yvonne Loriod, quien la estrenó el 26 de marzo de 1945 en la Sala Gaveau de París. El ciclo, de más de dos horas de duración está compuesto por 20 piezas:

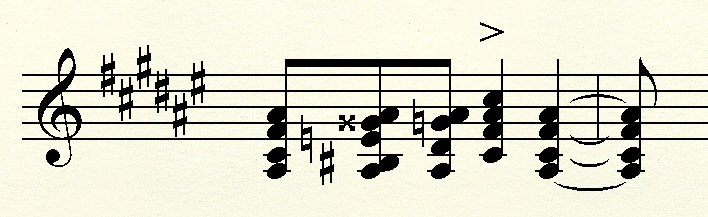
Thème de Dieu

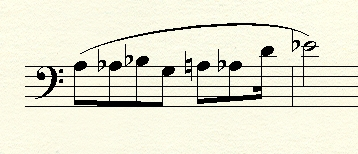
Thème de l'étoile et de la croix

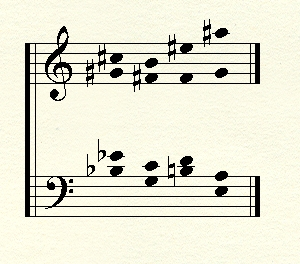
Thème d'accords

1. Regard du Père (Mirada del Padre).
2. Regard de l'étoile (Mirada de la estrella).
3. L'échange (El intercambio).
4. Regard de la Vierge (Mirada de la Virgen).
5. Regard du Fils sur le Fils (Mirada del Hijo sobre el Hijo).
6. Par Lui tout a été fait (Por Él todo ha sido hecho).
7. Regard de la Croix (Mirada de la Cruz).
8. Regard des hauteurs (Mirada de las alturas).
9. Regard du temps (Mirada del tiempo).
10. Regard de l'Esprit de joie (Mirada del Espíritu de alegría).
11. Première communion de la Vierge (Primera Comunión de la Virgen).
12. La parole toute-puissante (La palabra todopoderosa).
13. Noël (Navidad).
14. Regard des Anges (Mirada de los Ángeles).
15. Le baiser de l'Enfant-Jésus (El beso del Niño Jesús).
16. Regard des prophètes, des bergers et des Mages (Mirada de los profetas, los pastores y los Magos).
17. Regard du silence (Mirada del silencio).
18. Regard de l'Onction terrible (Mirada de la Unción terrible).
19. Je dors, mais mon cœur veille (Yo duermo, pero mi corazón vela).
20. Regard de l'Église d'amour (Mirada de la Iglesia de Amor).

Notable en la suite es el uso de temas o leitmotivs, elementos recurrentes que representan ciertas ideas. Estos incluyen:
- Thème de Dieu (Tema de Dios).
- Thème de l'étoile et de la croix (Tema de la estrella y de la Cruz).
- Thème de l'amour mystique (Tema del Amor Místico).
- Thème d'accords (Tema de acordes).
- Thème de danse orientale et plain chantesque (Tema de la danza oriental y canto llano).
- Thème de joie (Tema de la alegría).
- 1.er Thème (Tema 1, un destacado motivo en el movimiento final).